# McAlmont and Butler
McAlmont and Butler, é um duo inglês formado em 1994, do qual fazem parte o cantor David McAlmont e o ex-guitarrista dos Suede, Bernard Butler.

## Discografia
- 1995. The Sound of McAlmont and Butler

singles: Yes. You Do
- 2002. Bring it Back

singles: Falling. Bring it Back
- 2015- The Sound Of McAlmont & Butler